# صلیب ماتیلدا

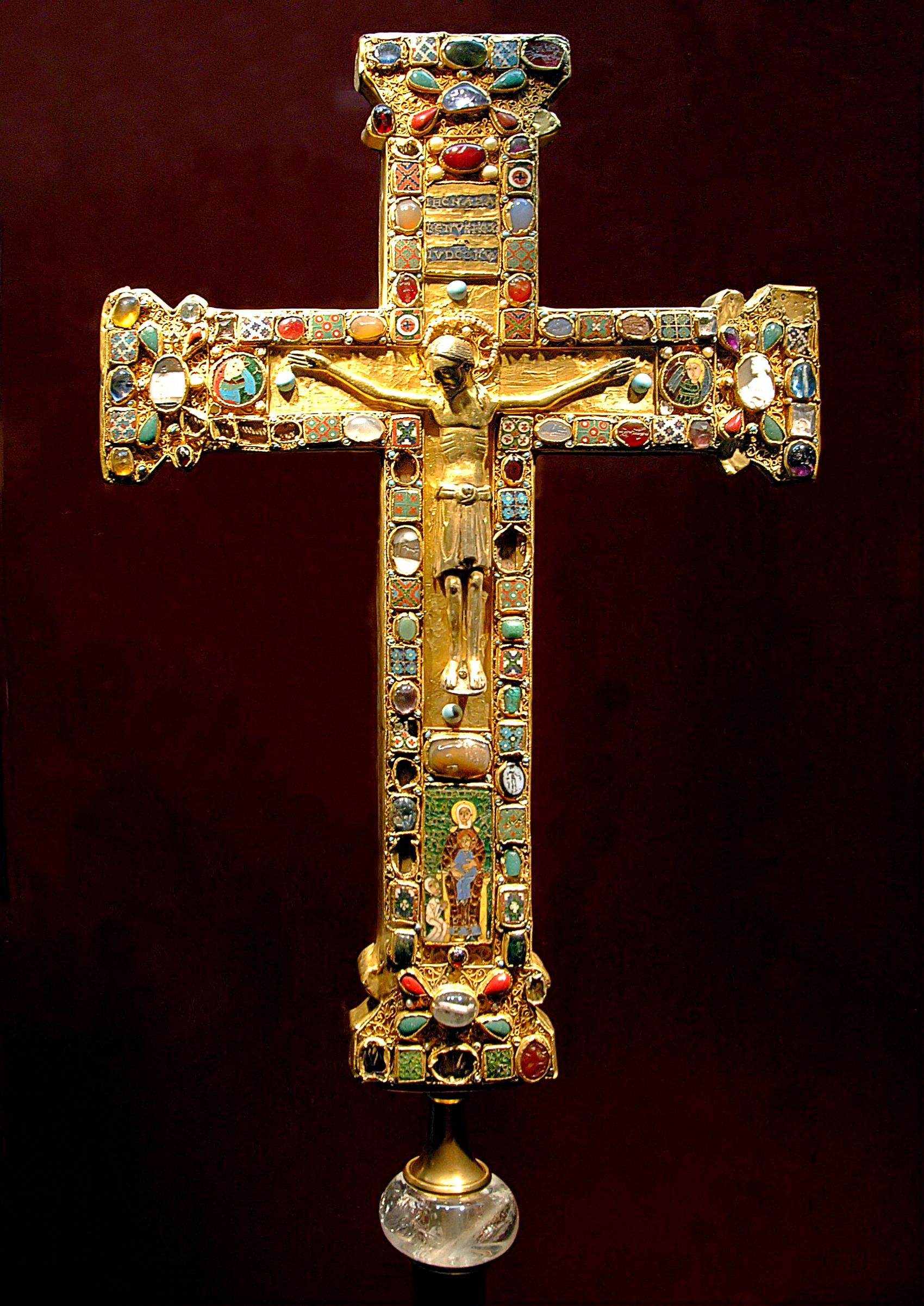
صلیب ماتیلدا در خزانه کلیسای اسن

صلیب ماتیلدا (به آلمانی: Mathildenkreuz)، صلیبی است متعلق به سدهٔ ۱۱ میلادی که برای ماتیلدا، رئیس صومعهٔ اسن ساخته شده‌است. این شمایل عیسی مسیح احتمالاً در کلن یا اسن به سبک کروکس گماتا ساخته شده‌است.